# Пам'ятник Зої Космодем'янській (Білгород-Дністровський)
Пам'ятник Зої Космодем'янській (Білгород-Дністровський) — пам'ятник радянській партизанці Зої Космодем'янській, що знаходився у м. Білгород-Дністровському на подвір'ї ЗЗСО №2, Гімназії №2 на вулиці Сергія Фаінблата. Демонтований 19 листопада 2024 року.

## Історія
Встановлений у 1968 році. Пам'ятник створений скульптором Мироном Кіпнісом.
11 жовтня 2023 року на офіційному сайті Білгород-Дністровської міської ради було оприлюднено проект рішення про демонтаж монумента радянської героїні Зої Космодем'янської.
Демонтаж
Увечері 19 листопада 2024 році пам'ятник демонтували, зараз[коли?] там стоїть постамент.

## Джерело
1. https://ru.bessarabiainform.com/2024/11/pid-pokrovom-nochi-v-akkermani-dekomunizuvaly-zoyu/
2. https://ru.bessarabiainform.com/2024/11/pid-pokrovom-nochi-v-akkermani-dekomunizuvaly-zoyu/